# دهستان اسلام‌آباد (رشت)
دهستان اسلام‌آباد (رشت) نام دهستانی در بخش سنگر شهرستان رشت، استان گیلان در ایران است. براساس سرشماری مرکز آمار ایران در سال ۱۳۸۵، جمعیت آن ۲۰۲۹۶ نفر (۵۶۳۱ خانوار) بوده‌است.